# يمين الوسط

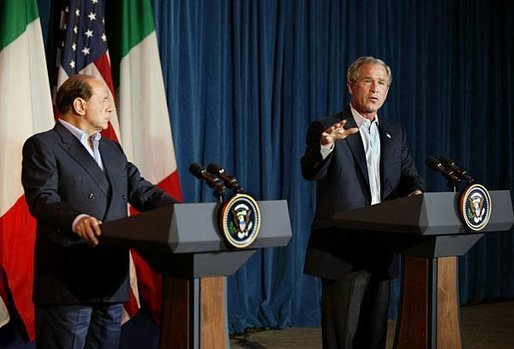

سياسة وسط اليمين، والتي يشار لها أيضًا بالسياسة اليمينية المعتدلة، هي السياسة التي تميل إلى يمين الطيف اليساري- اليميني السياسي، ولكنها أقرب إلى الوسط من السياسات اليمينية الأخرى. منذ ثمانينيات القرن الثامن عشر وحتى ثمانينيات القرن التاسع عشر، حدث تحول في العالم الغربي لبُنية الطبقة الاجتماعية والاقتصاد، بالابتعاد عن طبقة النبلاء والاتجارية، إضافة إلى التوجه نحو البرجوازية والرأسمالية. أثر هذا التحول الاقتصادي العام نحو الرأسمالية على حركات وسط اليمين مثل حزب المحافظين البريطاني، والذي استجاب بالتحول إلى دعم الرأسمالية.
يُعد الاتحاد الديمقراطي الدولي تحالفًا للأحزاب السياسية اليمينية من وسط اليمين، ومن بينها حزب المحافظين البريطاني، وحزب المحافظين الكندي، والحزب الجمهوري الأمريكي، والحزب الليبرالي الأسترالي، والحزب الوطني في نيوزلندا، وأحزاب الديمقراطية المسيحية، والتي تدعي التزامها بحقوق الإنسان والتنمية الاقتصادية.
وفقًا لدراسة أُجريت عام 2019، حصلت أحزاب وسط اليمين على ما يقارب 27% من حصة التصويت في 21 دولة ديمقراطية غربية في عام 2018. كان ذلك انخفاضًا من نسبة 37% في عام 1960.

## تاريخيًا

### من الثورة الفرنسية إلى الحرب العالمية الثانية
تُعد النزعة التقليدوية لإدموند بيرك الإلهام البارز لوسط اليمين (لا سيما في بريطانيا). كانت النزعة التقليدوية لبيرك أكثر اعتدالًا من السياسة المحافظة التي طورها جوزيف دي مايستر في فرنسا، والذي استنكر تمامًا الوضع الراهن الذي كان قائمًا قبل الثورة مباشرة (على النقيض من بيرك) عقب معاناته من الثورة الفرنسية، وسعى دي مايستر إلى ثورة رجعية مضادة تعمل على تفكيك كل المجتمع الحديث وإعادته إلى مجتمع ديني بحت. رغم استنكار بيرك للثورة الفرنسية، أيد الثورة الأمريكية التي كان ينظر إليها على أنها ثورة محافظة. زعم بيرك أن الأمريكيين ثاروا لنفس السبب الذي ثار له الإنجليز أثناء الثورة المجيدة، وتجاوز العاهل حدود واجباته في كلتا الحالتين. ادّعى بيرك أيضًا أن الثورة الأمريكية لها ما يبررها بسبب تجاوز الملك جورج الثالث حقوقه العرفية بفرض ضرائب على المستعمرين الأمريكيين دون موافقتهم. عارض بيرك الثورة الفرنسية لأنه عارض معاداتها للتقليدوية واستخدامها للأفكار المجردة، مثل إعلان حقوق الإنسان والمواطن والمساواتية العالمية الخاصة به التي وبخها بيريك بادعائه أنها أيدت بشكل فعال أن يتمكن «مصففو الشعر» من أن يصبحوا سياسيين.
في بريطانيا، تمثلت الحركة المحافظة التقليدوية بحزب المحافظين البريطاني. سعى رئيس وزراء المملكة المتحدة المحافظ، بينجامين دزرائيلي، إلى معالجة المشاكل الاجتماعية التي تؤثر على الطبقة العاملة بسبب نقص المساعدة من الاقتصاد القائم على مبدأ عدم التدخل في الشؤون الاقتصادية وشكّل سياسة الأمة الواحدة المحافظة التي زعمت أن افتقار الطبقات الدنيا للمساعدة كان سببًا في تقسيم المجتمع البريطاني إلى شعبين –الأغنياء والفقراء نتيجة لمشروع خاص غير مقيد، زعم دزرائيلي أنه يسعى لهدمه. ذكر دزرائيلي أنه أيد أمة بريطانية موحدة بينما قدّم الأحزاب الأخرى التي تمثل الطبقة العليا أو الطبقة الدنيا. كان دزرائيلي معاديًا للتجارة الحرة وفضّل الأبوية الأرستقراطية بالإضافة إلى تشجيع الإمبريالية. بيد أنه مع نهوض الحركة الاشتراكية في بريطانيا بنشوء حزب العمال وزوال الحزب الليبرالي، تحول حزب المحافظين نحو تأييد الرأسمالية ومعارضة الاشتراكية، بينما رُوّج للدعوة إلى الرأسمالية في إطار مبادئ المحافظة التقليدوية.
كان نشوء حركة أخرى من وسط اليمين في فرنسا ردًا على الثورة الفرنسية بداية الحركة الديمقراطية المسيحية، والتي قَبِل الكاثوليك المحافظون فيها مبادئ الثورة الفرنسية الديمقراطية. أسس لويجي ستورزو أول حزب ديمقراطي مسيحي في إيطاليا في عام 1919، إلا أن النظام الإيطالي الفاشي قمعه ونُفي بالقوة إلى فرنسا. في فرنسا، أنشأ ستورزو حركة دولية مؤيدة لإنشاء سوق أوروبية مشتركة واتحاد أوروبي لتفادي الحرب، كان كل من مستشار ألمانيا المستقبلي كونراد أديناور، وألتشيدي دي غاسبيري، وروبير شومان من بين من حضروا هذه المجموعة.